# Hestrasjön (Torpa socken, Östergötland)
Hestrasjön är en sjö i Ydre kommun i Östergötland och ingår i Motala ströms huvudavrinningsområde. Sjön har en area på 0,126 kvadratkilometer och ligger 167,2 meter över havet.

## Delavrinningsområde
Hestrasjön ingår i det delavrinningsområde (642421-145854) som SMHI kallar för Mynnar i Sommen. Medelhöjden är 222 meter över havet och ytan är 44,44 kvadratkilometer. Det finns ett avrinningsområde uppströms, och räknas det in blir den ackumulerade arean 59,22 kvadratkilometer. Vattendraget som avvattnar avrinningsområdet har biflödesordning 3, vilket innebär att vattnet flödar genom totalt 3 vattendrag innan det når havet efter 173 kilometer. Avrinningsområdet består mestadels av skog (56 procent) och jordbruk (28 procent). Avrinningsområdet har 1,21 kvadratkilometer vattenytor vilket ger det en sjöprocent på 2,7 procent. Bebyggelsen i området täcker en yta av 0,66 kvadratkilometer eller 1 procent av avrinningsområdet.